# Йохан V фон Изенбург-Бюдинген-Бирщайн
Йохан V фон Изенбург-Бюдинген-Бирщайн (на немски: Johann V von Isenburg (Ysenburg)-Büdingen-Birstein; * 1476 † 18 май 1533 в Бюдинген) от род Изенберг е от 1511 до 1533 г. граф на Изенбург-Бюдинген, Драйайх и Бирщайн.
Той е третият син на граф Лудвиг II фон Изенбург-Бюдинген (1422 – 1511) и графиня Мария фон Насау-Висбаден-Идщайн (1438 – 1480), дъщеря на граф Йохан II фон Насау-Висбаден-Идщайн (1419 – 1480) и съпругата му графиня Мария фон Насау-Диленбург (1418 – 1472). Баща му е брат на Дитер фон Изенбург (1412 – 1482), който е архиепископ на Майнц (1459 – 1461 и 1475 – 1482).
Брат е на Филип фон Изенбург-Бюдинген-Ронебург в Келстербах (1467 – 1526), Дитер II (1470 – 1521), граф на Изенбург-Бюдинген, Мария (1465 – 1527), абатиса на Мариенборн 1495 г.
След смъртта на баща му през 1511 г. Йохан V и по-големият му брат Филип (1476 – 1533) поделят наследството Изенбург-Бюдинген. Филип получава Изенбург-Бюдинген-Ронебург, a Йохан V получава Изенбург-Бюдинген-Бирщайн.
От 1517 г. започва наследствена война между тримата братя Филип, Йохан V и Дитер II фон Изенбург-Бюдинген (ок. 1470 – 1521).
От 1517 г. резиденцията на графовете на Изенбург-Бирщайн е дворец Бирщайн в Хесен.
Йохан V умира на 18 май 1533 г. в Бюдинген и е погребан в манастир Мариенборн.

## Фамилия
Йохан V се жени на 17 юни 1516 г. в Арнщат за графиня Анна фон Шварцбург-Бланкенбург (* 23 февруари 1497; † 1546), втората дъщеря на граф Гюнтер XXXIX фон Шварцбург-Бланкенбург (1455 – 1531) и графиня Амалия (Амалай) фон Мансфелд (1473 – 1517). Те имат децата:
- Райнхард (1518 – 1568), женен I. 1542 г. за графиня Елизабет фон Валдек (1525 – 1543); II. пр. 4 май 1551 г. в Рудолщат за Маргарета фон Мансфелд (+ 1573)
- Антон (1521 – 5 ноември 1548) убит във Ваарлоос
- Филип II (1526 – 1596), граф на Изенбург-Бюдинген в Бирщайн (1533 – 1596), женен на 31 октомври 1559 г. в Бирщайн за графиня Ирменгард (Еренгард) фон Золмс-Браунфелс (1536 – 1577)
- Лудвиг III (1529 – 1588), женен I. на 24 юни 1571 г. в Арнщат за графиня Анна Сибила фон Шварцбург-Бланкенбург (1540 – 1578), II. на 13 август 1581 г. в Офенбах на Майн за графиня Мария фон Хонщайн-Клетенберг (1558 – 1586)
- Балтазар (1532 – 1533)
- Ото (1533 – 21 юли 1553), убит в Хилдесхайм
- Амалия (1522 – 1579), омъжена на 17 август 1541 г. в Бюдинген за граф Филип III фон Насау-Вайлбург (1504 – 1559)